# Croome Court

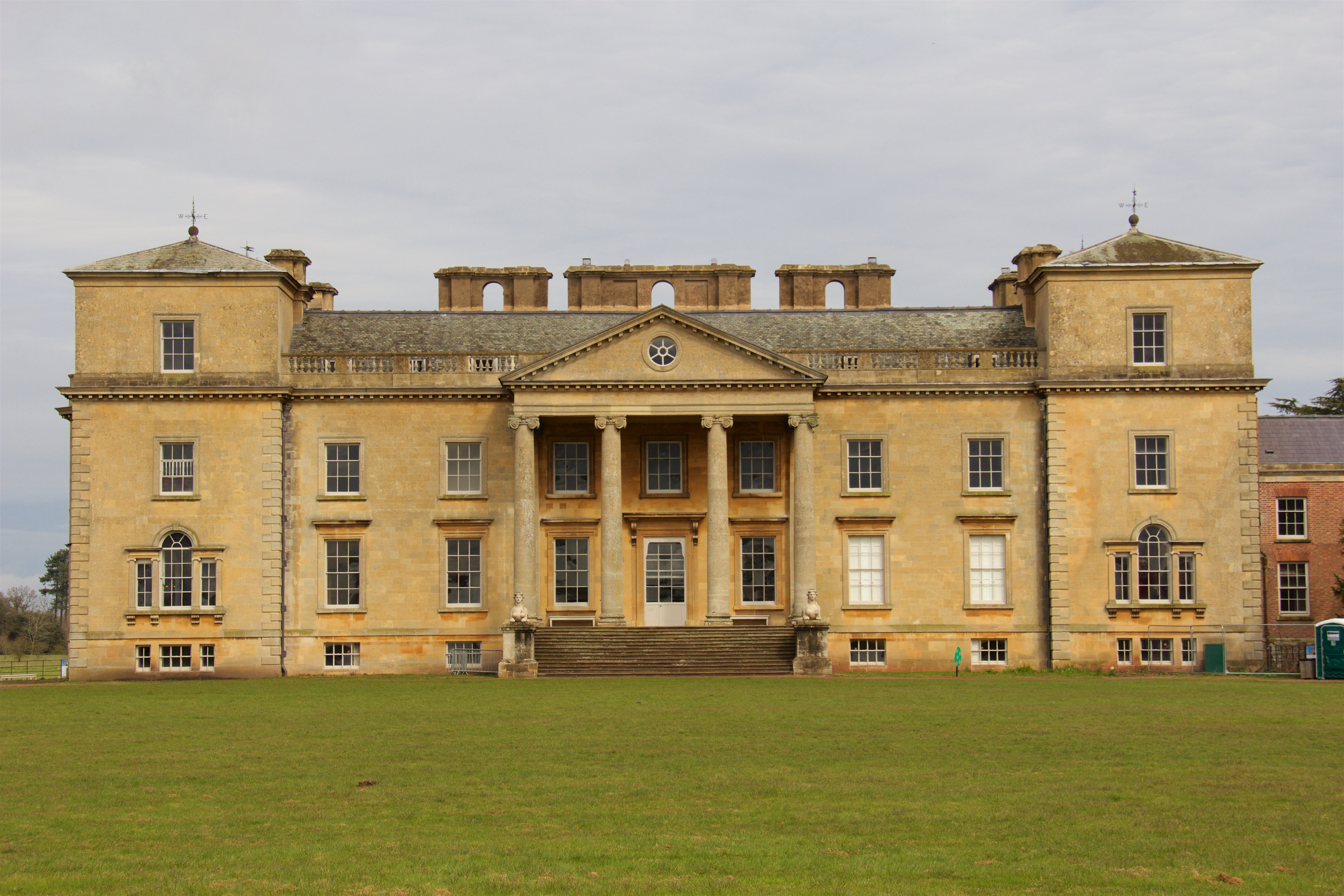
Südfassade von Croome Court

Croome Court ist ein Landhaus bei dem Dorf Croome d’Abitot bei Pershore im Süden der englischen Grafschaft Worcestershire. Das palladianistische Haus und den ausgedehnten Landschaftspark entwarf Lancelot „Capability“ Brown in der Mitte des 18. Jahrhunderts im Auftrag von George Coventry, 6. Earl of Coventry. Es war Browns erste Konzeption eines Landschaftsgartens und sein erstes größeres Architekturprojekt. Einige der Innenräume wurden von Robert Adam geplant.
Das Landhaus gehört heute dem Croome Heritage Trust und ist an den National Trust verpachtet, der es zusammen mit dem umgebenden Landschaftspark als Touristenattraktion betreibt. Dem National Trust gehört der Landschaftspark, der ebenfalls öffentlich zugänglich ist. 2019 wurde Croome Court von rund 290.000 Personen besucht. 2024 betrug die Besucherzahl etwa 258.000 Personen.

## Ort
Croome Court befindet sich in der Nähe von Croome d’Abitot bei Pirton in Worcestershire. Der Landschaftsgarten entstand auf Land, das einst Teil des königlichen Waldes von Horewell gewesen war. Spuren dieser alten Landschaften, wie auch unveränderte Gemeindewiesen und alte, lichte Wälder, kann man überall auf dem früheren Croome-Anwesen finden.

## Haus

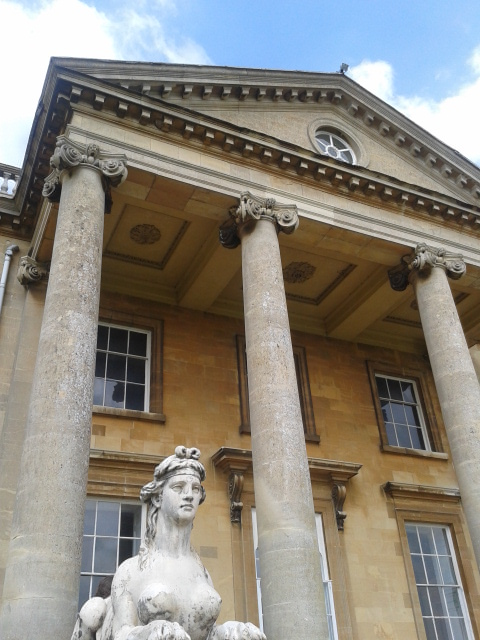
Südliche Vorhalle von Croome Court

### Geschichte
Die Fundamente und das Kernstück von Croome Court mit den zentralen Kaminzugstrukturen gehen auf die frühen 1640er Jahre zurück. Wesentliche Änderungen an diesem frühen Haus ließ Gilbert Coventry, 4. Earl of Coventry, durchführen.
1751 erbte George Coventry, 6. Earl of Coventry, das Anwesen zusammen mit dem jakobinischen Haus. Er beauftragte Lancelot „Capability“ Brown, mit Unterstützung seines Kollegen Sanderson Miller, Haus und Anwesen komplett neu zu planen. Es war Browns „erster Flug in das Königreich der Architektur“, „ein seltenes Beispiel seiner architektonischen Arbeit“ und eine wichtige, keimtragende Arbeit. Das neue Haus wurde 1751–1752 gebaut und gilt zusammen mit Hagley Hall als schönstes Beispiel palladianistischer Architektur in Worcestershire. Bemerkenswerte palladianistische Details, die sich am Croome Court finden, sind das schlichte Äußere und die Ecktürme mit pyramidenförmigen Dächern (ein Detail, das erstmals Inigo Jones beim Entwurf von Wilton House in Wiltshire vorsah). Robert Adam arbeitete ab 1760 an der Innenausstattung des Gebäudes.
König Georg III. besuchte das Haus, ebenso wie Königin Victoria in den Sommern, als sie noch ein Kind war, und König Georg V. (damals Duke of York).
Lord Coventry of Croome gehörte von 1889 bis 1910 eine Marmeladenfabrik in der Nähe des Bahnhofs Pershore. Auch wenn die Verbindung zwischen Croome und der Marmeladenherstellung damals nicht mehr existierte, wurde doch im Ersten Weltkrieg das Gebäude vom Croome Estate an die Huddersfield Fruit Preserving Company zur Einstellung einer Fruchtpressanlage verpachtet.
Der Erste Weltkrieg betraf Croome Court mit vielen Gefallenen stark, auch wenn das Haus als solches nicht für die Kriegsanstrengungen requiriert wurde. Der Grund für die ausbleibende Requirierung war möglicherweise die Tatsache, dass das Haus das Heim des Lord Lieutenant of the County war, der eine Residenz für seine vielen offiziellen Aufgaben benötigte. Die durch den Krieg verursachten finanziellen Probleme waren ein wichtiger Faktor für den Niedergang des Anwesens und seine schließliche Übertragung an den National Trust.
Im Zweiten Weltkrieg wurden Haus und Anwesen für die niederländische Königsfamilie einschließlich Königin Juliana, die der deutschen Besetzung der Niederlande entkommen war, requiriert. Es gibt allerdings keinen Hinweis darauf, dass sich die Familie jemals in Croome Court aufhielt, denn sie bevorzugten es, in London zu leben.
1948 verkaufte die Familie Coventry das Landhaus zusammen mit 15 Hektar Land an das katholische Erzbistum Birmingham und im Haus wurde die St Joseph's Special School eingerichtet, die von 1950 bis 1979 von Nonnen betrieben wurde.
Das Haus wurde am 11. August 1952 als historisches Bauwerk gelistet; zurzeit gilt es als historisches Gebäude I. Grades.
1979 übernahm die Internationale Gesellschaft für Krishna-Bewusstsein (Hare-Krishna-Bewegung) das Landhaus und nutzte es als ihr Hauptquartier für das Vereinigte Königreich und als Trainingszentrum, Chaitanya College genannt und von 25 Mitgliedern der Bewegung betrieben. In ihrer Pachtzeit ließ sie das Speisezimmer neu streichen. 1984 musste die Organisation aus finanziellen Gründen das Anwesen verlassen. 2011 hielt sie im Landhaus ein Festival ab.
Ab 1984 versuchten viele Besitzer, das Anwesen als Trainingszentrum, Apartmentblock, Restaurant mit Konferenzzentrum oder Hotel mit Golfplatz zu nutzen. Dann wurde aus dem Landhaus ein Privathaus, und die Nebengebäude wurden zu weiteren Privathäusern umgebaut.
Im Oktober 2007 kaufte der Croome Heritage Trust, ein eingetragener, gemeinnütziger Verein, das Anwesen, das heute vom National Trust als Touristenattraktion betrieben wird. Im September 2009 wurde das Anwesen für die Öffentlichkeit zugänglich gemacht. Damals waren sechs der Räume, einschließlich des Salons, restauriert, was £ 400.000 gekostet hatte. Man schätzte, dass weitere £ 4,0 Mio. bis £ 4,8 Mio. benötigt würden, um das gesamte Gebäude zu restaurieren. Die Bemühungen um Spenden schlossen 2011 auch die Verlosung eines Morgan-Sportwagens, die von Lord und Lady Flight organisiert wurde, mit ein. Nach Abschluss der Restaurierungsarbeiten soll der National Trust einen Pachtvertrag für 999 Jahre für das Landhaus bekommen. Ein „Oral History Project“ zur Aufnahme von Sammlungen über Croome Court wurde vom Heritage Lottery Fund finanziert. Seit 2009 steht der Flügel für die Dienerschaft leer und muss grundlegend restauriert werden.

### Fassaden
Das Landhaus ist mit Bath-Stone-Werkstein verkleidet und die Hauptfassaden zeigen nach Norden und Süden. Es hat ein Kellergeschoss und zwei Hauptgeschosse, in den Endpavillons drei Hauptgeschosse. Das Dach ist mit Schiefer eingedeckt und auf den Ecktürmen sitzen pyramidenförmige Dächer. Entlang der Achse des Hauses gibt es drei paarweise verbundene Kamine.
Beide Fassaden haben 11 Joche, aufgeteilt in drei Gruppen à drei in der Mitte und ein zusätzliches Joch auf beiden Seiten. Die Nordfassade besitzt in der Mitte einen Ziergiebel und zwei Treppenhäuser mit Balustraden, die zu einem romanisch-dorischen Torbogen führen. Die Südfassade hat eine Vorhalle mit vier ionischen Säulen und venezianischen Fenstern. Sie hat ein breites Treppenhaus mit Gussstein-Sphinxen auf beiden Seiten, die zu einer südlichen Tür führen, über der ein Gesims auf Konsolen sitzt. Die Flügel haben ebenfalls Gesimse auf Konsolen und Balustraden.
Ein zweistöckiger, L-förmiger Flügel für die Dienerschaft ist östlich an das Landhaus angeschlossen. Er besteht aus roten Ziegeln und Stein und hat ein Schieferdach. Dieser Flügel wurde 1751–1752 von „Capability“ Brown entworfen. An der dem Landhaus gegenüberliegenden Seite ist der Flügel für die Dienerschaft durch eine Mauer mit den Stallungen verbunden.

### Innenräume
Die Innenräume des Hauses wurden teilweise ebenfalls von Brown entworfen, wobei die Stuckarbeiten von G. Vasalli und teilweise auch von Robert Adam und J. Rose jun. stammen. Entlang der Achse verläuft der Korridor. Ein steinernes Treppenhaus mit eisernen Balustern befindet sich am östlichen Ende.
Die Eingangshalle liegt auf der Nordseite des Gebäudes und ist mit vier kannelierten, dorischen Säulen und behauenen Türrahmen ausgestattet. Östlich der Eingangshalle befindet sich das Speisezimmer mit Stuckdecke und Gesims, während westlich davon der Billardraum untergebracht ist, der mit Holz vertäfelt und mit einem Stuckgesims und einem offenen Rokokokamin ausgestattet ist. Diese drei Räume wurden vermutlich in den Jahren 1758–1759 von „Capability“ Brown ausgestattet. Das Speisezimmer wurde in den 1970er oder 1980er Jahren von den Hare-Krishna-Jüngern neu ausgemalt.
Der zentrale Raum auf der Südseite ist der Salon, der vermutlich von Brown oder Vasalli gestaltet wurde. Er hat eine fein ausgearbeitete Decke mit drei Holztafeln, tiefen Stäben und einem Gesims sowie zwei ionischen, offenen Kaminen und palladianistischen Türrahmen. Ein kleinerer Salon befindet sich westlich des Salons. Er ist mit Rokoko-Stuck und einem marmornen, offenen Kamin ausgestattet.
Östlich des Salons liegt der Wandteppichraum. Er wurde in den Jahren 1763–1771 auf Basis eines Entwurfs von Robert Adam gestaltet und enthielt Bildwirkereien und Möbelbezüge, die vermutlich von Jacques-Germain Soufflot entworfen und von der Manufacture Nationale des Gobelins hergestellt wurden. Um 1902 verkaufte der 9. Earl die Bildwirkereien und die Möbelbezüge an einen Händler in Paris. 1949 kaufte die Samuel H. Kress Foundation die Decke, den Boden, den Kaminsims, die Stuhllehnen, die Türen und die Türrahmen und spendete sie 1958 dem Metropolitan Museum of Art in New York City. 1959 half die Samuel H. Kress Foundation dem Museum, auch die Rahmen der Stühle und Sofas zu erwerben, die es mit den originalen Bezügen restaurierte. Eine Kopie der Decke wurde anstelle des Originals eingebaut. Seit 2016 ist der Raum so zu sehen, wie er nach dem Verkauf der Bildwirkereien ausgesehen hatte. Eine Kanne und ein Krug sind dort als einzige originale Dekoration, die im Raum verblieben sind, zu sehen. Die angrenzende Bibliothek wird genutzt, um dem Besucher zu erklären, was mit dem Wandteppichraum geschah. Die frühere Bibliothek wurde von Robert Adam entworfen und wurde mit Ausnahme des marmornen, offenen Kamins ausgebaut.
An der Westseite des Gebäudes liegt die Lange Galerie, die von Robert Adam entworfen und zwischen 1761 und 1766 eingebaut wurde. Sie ist der besterhaltene originale Innenraum, denn von den anderen Räumen ist nur wenig noch heute vor Ort erhalten. Sie hat eine mit achteckigen Holzpaneelen vertäfelte Decke und Stuckreliefs von Greifen. Von einem Erker mit abgeschrägten Ecken aus kann man in den Garten blicken. In diesem Raum befindet sich auch ein marmorner, offener Karyatidenkamin, der von J. Wilton gestaltet wurde. Seit 2016 sind moderne Skulpturen in den Nischen entlang der Langen Galerie ausgestellt.

## Eingefriedeter Garten

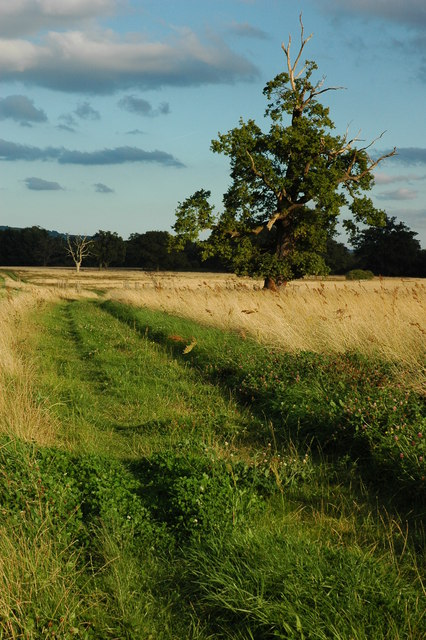
Eine Weide im Croome Park

Der erste Garten in Croome Court wurde Ende des 17. Jahrhunderts von Ann Somerset, der Gattin von Thomas Coventry, 2. Earl Coventry, zusammen mit William Shenstone angelegt. Ein Küchengarten folgte Anfang des 18. Jahrhunderts, als Gilbert Coventry, 4. Earl of Coventry, viele Änderungen an Haus und Garten durchführen ließ. Später wurde daraus der eingefriedete Garten.
Der früheste Plan für einen eingefriedeten Garten stammt aus der Zeit um 1750, als George William Coventry, der Erbe des 5. Earls, die Form der Mauern von quadratisch in rhomboid ändern ließ, so wie wir sie heute kennen. Sein Mentor war Sanderson Miller. So wurde ein Garten von über 2,8 Hektar geschaffen, der vermutlich im 18. Jahrhundert der größte eingefriedete Garten in Europa war. Die Vergrößerung ermöglichte es auch, auf der Ostseite ein klassisches Gewächshaus unterzubringen. Die Mauern des Gartens waren damals gerade im Bau und ersetzten vermutlich Hecken. Man weiß nicht genau, wann die Mauern fertig waren, aber es gibt Hinweise darauf, dass dies vermutlich 1752 zutraf.
Anders als am Landhaus und am Park veränderte „Capability“ Brown nichts am eingefriedeten Garten. Er erhielt aber Treibhäuser für Melonen, Ananas, Pfirsiche und Weinreben. 1766 legte man einen steinumrandeten, kreisrunden Weiher an und es kam eine Sonnenuhr von Robert Adam hinzu.
Um 1806 wurde eine 4 Meter hohe, freistehende, in Ost-West-Richtung verlaufende, beheizbare Wand, leicht außer der Mitte, gebaut, in der fünf Öfen brannten. Es eine der ersten Anlagen ihrer Art war.
Fast die gesamten Aufzeichnungen über den Garten aus dem 18. Jahrhundert sind bis heute erhalten; zusammen mit dem Garten selbst sind sie ein national wichtiger Teil der Gartengeschichte und der Geschichte von Worcestershire. Der Garten und seine Gewächshäuser wurden 1887 in der Gardening World erwähnt.
Im 20. Jahrhundert wurde der Garten aufgegeben und verfiel. Erstmals wurde der Garten im August 2014 wieder der Öffentlichkeit zugänglich gemacht. Er wird privat verwaltet und gehört nicht dem National Trust.

### Gewächshäuser
In den letzten drei Jahrhunderten gab es im Garten eine Anzahl von Gartenhäusern, sodass sich in den Archiven von Croome Court Aufzeichnungen über Spaliergerüste und gerahmte Strukturen finden. Heute kann man im eingefriedeten Garten das vollkommen restaurierte Melonen- und Gurkenhaus, das Pfirsich- und Feigenhaus und das umgebaute Weinrebenhaus sehen. Vom ursprünglichen Tomatenhaus, den Heizbeeten, den Ananasbeeten und dem Obsthainhaus sieht man noch die Fundamente; sie sollen in den kommenden Jahren restauriert werden. Nach drei Jahren Restaurierung wird nun das Regenwasser vom Dach des Melonen- und Gurkenhauses in einen großen Tank unter der Terrasse geleitet, von wo es durch ein Netzwerk von Leitungen ins Innere des Gewächshauses gepumpt wird und eine Vielzahl von Pflanzen tränkt, von Weinreben bis zu Bananen, und so dem Ethos des Besitzers von einem nachhaltigen und umweltfreundlichen Leben illustriert. Die mechanischen Erfindungen des 18. Jahrhunderts mussten sich im Pfirsich- und Feigenhaus beweisen, wo stählerne Drehmechanismen Gruppen von Schiebe- und Drehpaneelen öffnen und schließen, wobei allerdings die alten Messingrollen durch ölimprägnierte Nylonrollen in Edelstahlgehäusen ersetzt wurden.

### Dipping Pond
Das von „Capability“ Brown in Auftrag gegebene und 1764 angelegte Wasserreservoir (engl.: „Dipping Pond“) ist eine der auffälligsten Einrichtungen, die in den Archiven von Croome Court aufgeführt sind. Es erhielt seinen englischen Namen aufgrund der Funktion, Eimer in das Reservoir zu tauchen, um Wasser aufzunehmen, mit dem dann der Garten gegossen wurde und die Pferde in den nahegelegenen Stallungen getränkt wurden. Als wichtiges Element in der Geschichte des Gartens wurde das Wasserreservoir einer umfangreichen Restaurierung unterzogen. Es wurde komplett neu angelegt und erhielt ein neues Druckwassersystem, das auch mit einem sonst nicht mehr benötigten Brunnen in der Nähe verbunden wurde, sodass eine Pumpstation für die Bewässerung künftiger Gemüsebeete im Garten entstand. Als Nebeneffekt wurde das Wasserreservoir ein Lebensraum für alle möglichen Formen wilder Pflanzen und Tiere; man fand sogar einige seltene Frosch- und Molcharten.

### Die beheizbare Wand
Eine wichtige Phase in der englischen Gartengeschichte Ende des 18. und Anfang des 19. Jahrhunderts war die Einführung von beheizbaren Wänden und Hohlwänden. Durch die Abschaffung der Glassteuer 1845 und die Ausbreitung beheizter Gewächshäuser wurde diese Technik allerdings hinfällig. Die 1806 errichtete beheizbare Wand im eingefriedeten Garten von Croome Court ist die größte ihrer Art; sie ist fast 100 Meter lang und 3 Meter hoch. Ähnlich wie die späteren Gewächshäuser und Heizbeete diente sie der Schaffung eines wärmeren Klimas im Garten, um die Wuchsperiode von Früchten und Gemüsen zu starten oder zu verlängern. Die Ausrichtung zur Wand ist abgestimmt auf den Lauf der Sonne, nicht einfach von Osten nach Westen, sondern so, dass die Sonneneinstrahlung gegen die Südseite der Wand maximiert ist. Während der Restaurierung entdeckte hat man fünf unterirdische Öfen, die sich entlang der Nordseite der Wand verteilten. Die Öfen waren alle mit großen Kieselsteinen verfüllt, die heute den Belag einiger schöner Gartenwege bilden.

### Die nach Osten und Süden ausgerichteten Ränder
Beide Ränder haben einzigartige Attribute und dienen sehr unterschiedlichen Zwecken. Der nach Osten ausgerichtete Rand ist 150 Meter lang und hat eine geschwungene Innenkante zum Nordende der Mauer hin, wo er an das Haus des Chefgärtners anschließt. Dieser Rand ist in vieler Hinsicht bemerkenswert auf Grund seiner Ausrichtung zur Sonne und seiner unmittelbaren Umgebung. Zurzeit findet sich dort eine eklektische Mischung aus harten Büschen und empfindlichen Blumen, wie Morellokirschen, Pflaumen und alten Rosen, die sich gegen die Mauer durchzusetzen versuchen. Der nach Süden ausgerichtete Rand erstreckt sich von Ende des alten Weinbeetes bis in die Nordostecke des Gartens. Traditionell wird diese Mauer hauptsächlich für die Aufzucht von Früchten wie Pfirsichen, Nektarinen, Aprikosen und Birnen verwendet. 2007 wurde dieser Teil erweitert, um seine volle Tiefe auszunutzen. Anders als am nach Osten ausgerichteten Rand wird hier eine Mischung aus Blumen und Gemüsen gezogen. Die Blattpflanzen, die an der Mauer gezogen werden, Echium benannt, stammen aus Nordafrika und wachsen im Vereinigten Königreich sonst nur an der äußersten Südspitze von Cornwall.

### Lichter Wald
Dies war früher die Müllkippe des Anwesens und die Geschichte dieses Areals wurde aus den Materialien interpretiert, die man dort gefunden hat. Bei verschiedenen archäologischen Grabungen fand man Flaschen, Porzellangegenstände, Mauerwerk und eiserne Artefakte aus 200 Jahren.

## Park

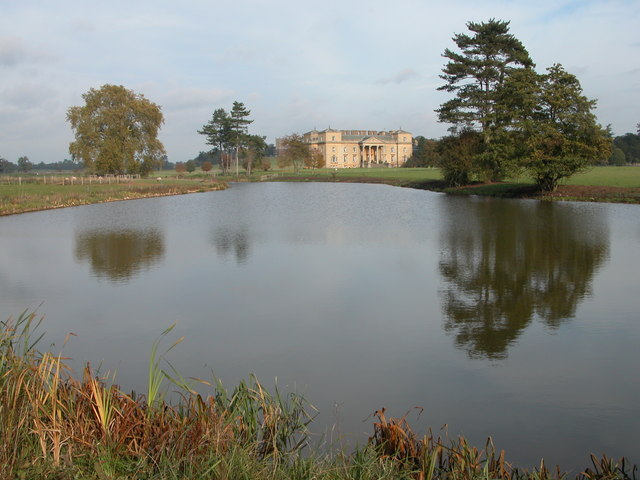
Croome Court 2006, gesehen vom abgewandten Ufer des Ziersees

Croome Park besitzt einen künstlichen See und einen künstlichen Fluss, Statuen, Tempel und andere Gebäude. Die anderen Gebäude im Park sind ein Torhaus, eine Grotte, eine Kirche und andere Sehenswürdigkeiten. Dies sind z. B. der Pirton Tower, der Panorama Tower, Dunstall Castle und der Park Seat. Sie wurden in den Außenbereichen des Parks arrangiert und sollen den Blick auf die umgebende Landschaft ziehen.
Der Park war „Capability“ Browns erster kompletter Landschaftspark und wurde ab 1751 angelegt. Croome Court und Hagley Hall haben mehr Follies und ähnliche Strukturen als alle anderen Anwesen in Worcestershire. Ein großer Teil des Parks ist so angelegt, dass man ihn vom Landhaus aus sehen kann. Robert Adam und James Wyatt entwarfen die Tempel und Follies für den Park.
Ein Familientrust, die Croome Estate Trustees, wurde von George Coventry, 9. Earl of Coventry, zur Verwaltung von Haus und Anwesen gegründet. Mitte der 1970er Jahre übertrug der Trust das Eigentum des Zentrums des Parks an George Coventry, 11. Earl of Coventry; 1981 verkaufte dieser es an die Sun Alliance Versicherung. Der National Trust kaufte 270 Hektar des Parks im Jahre 1996 und finanzierte dies mit Geldern aus dem Heritage Lottery Fund und einer Spende von Sun Alliance. Der Rest des Anwesens von Sun Alliance wurde an die Society of Merchant Venturers verkauft.
Der National Trust besitzt heute den Kern des originalen Parklandes aus dem 18. Jahrhundert. Er hat ihn restauriert und er ist das ganze Jahr über öffentlich zugänglich. Zur Besichtigung der meisten weiter untern genannten Sehenswürdigkeiten muss man Eintrittsgeld in den Park bezahlen, einige von ihnen aber sind frei über öffentliche Fußwege erreichbar.

### St Mary Magdalene Church

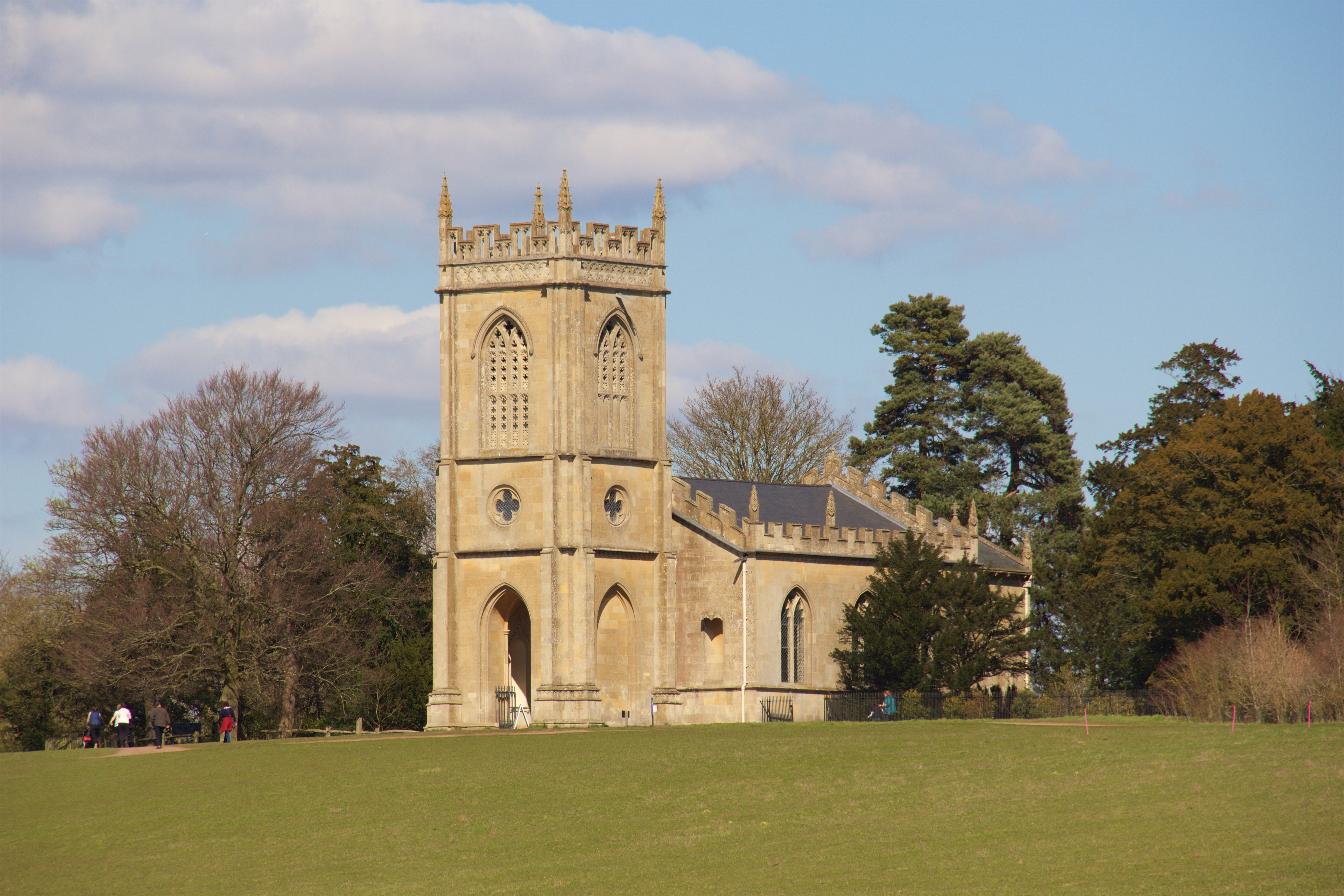
St Mary Magdalene Church vom Park aus

Dieses von English Heritage als historisches Bauwerk I. Grades gelistete Gebäude wurde 1763 von „Capability“ Brown für den Earl of Coventry errichtet. Eine mittelalterliche Kirche, die näher am Landhaus lag, wurde abgerissen, um Platz für diese Kirche zu schaffen. Ihr Inneres wurde von Robert Adam entworfen.

### Die Rotunda

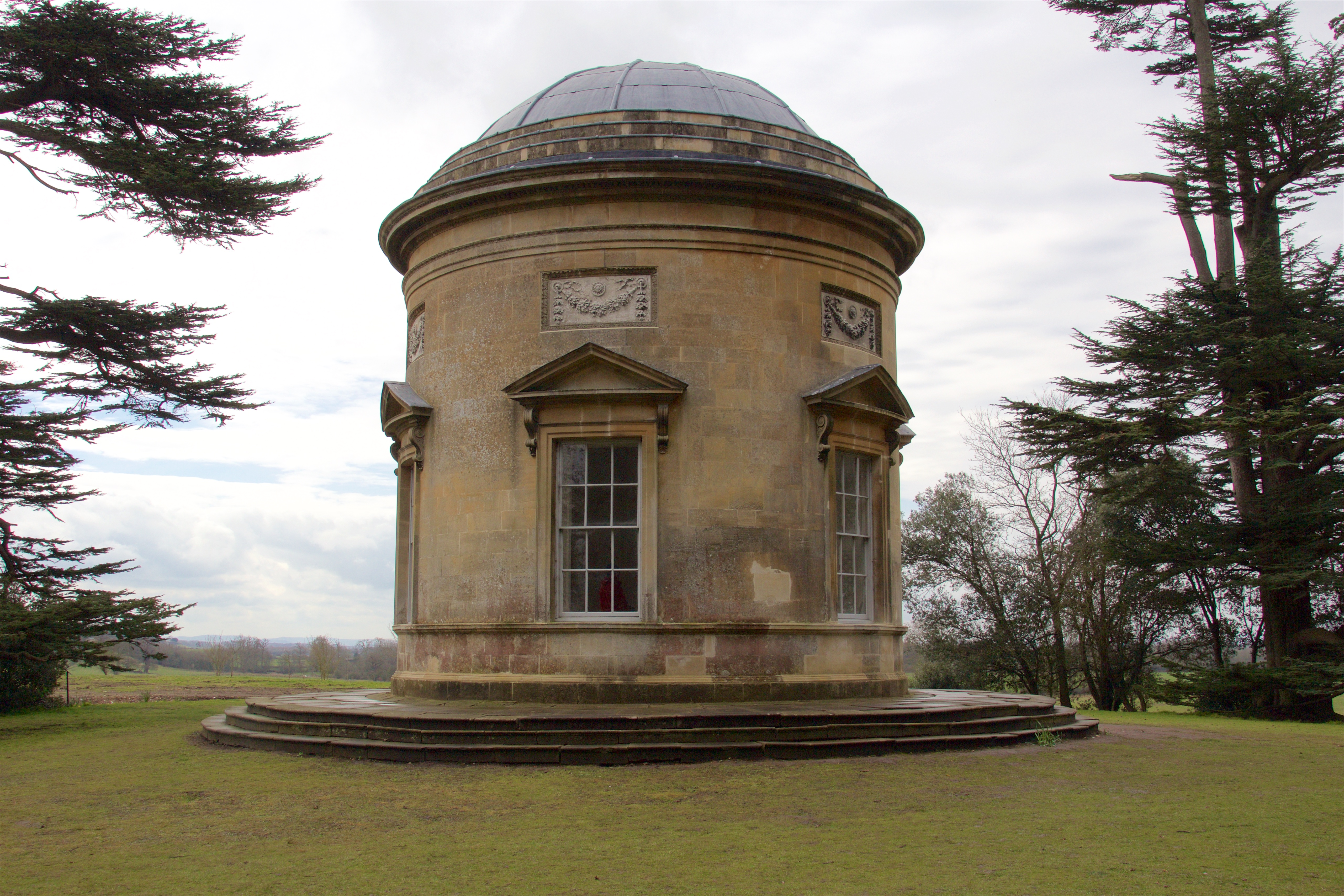
Die Rotunda 2016

Die als „Gartenraum“ beschriebene Rotunda wurde von Brown entworfen und von seinen Leuten 1754–1757 errichtet. Türen und Fenster haben Ziergiebel und innen befinden sich eine Kofferdecke und Stuckarbeiten von Francesco Vasalli aus dem Jahr 1761. Die Tischlerarbeiten waren von John Hobcroft. Die Platten aus Portland-Stein über den Fenstern und Türen hatte Robert Adam entworfen und Sefferin Alken behauen; sie wurden 1763 installiert. Die Rotunda liegt im Buschgarten, 350 Meter östlich des Landhauses über dem Parkland. Von dort aus sieht man den Park Seat im Süden. Sie ist ein historisches Bauwerk I. Grades. Der Croome Heritage Trust kaufte sie 2007, zur selben Zeit wie das Landhaus, und restaurierte sie ab 2009 mit einem Zuschuss von Natural England. Einige der Libanon-Zedern, die sie schützen, wurden zur selben Zeit gepflanzt, als die Rotunda errichtet wurde. Das Äußere des Gebäudes ließ der National Trust 2010 restaurieren.

### Der Park Seat

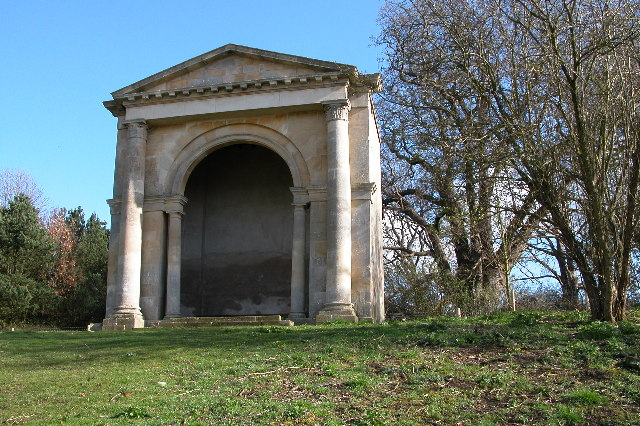
Der Park Seat 2005

Der Park Seat, auch Owl's Nest, wurde 1770 von Robert Adam als Aussichtspunkt über den Park entworfen. Er wurde vom National Trust mit Hilfe eines Zuschusses von Natural England restauriert.

### Der London Arch

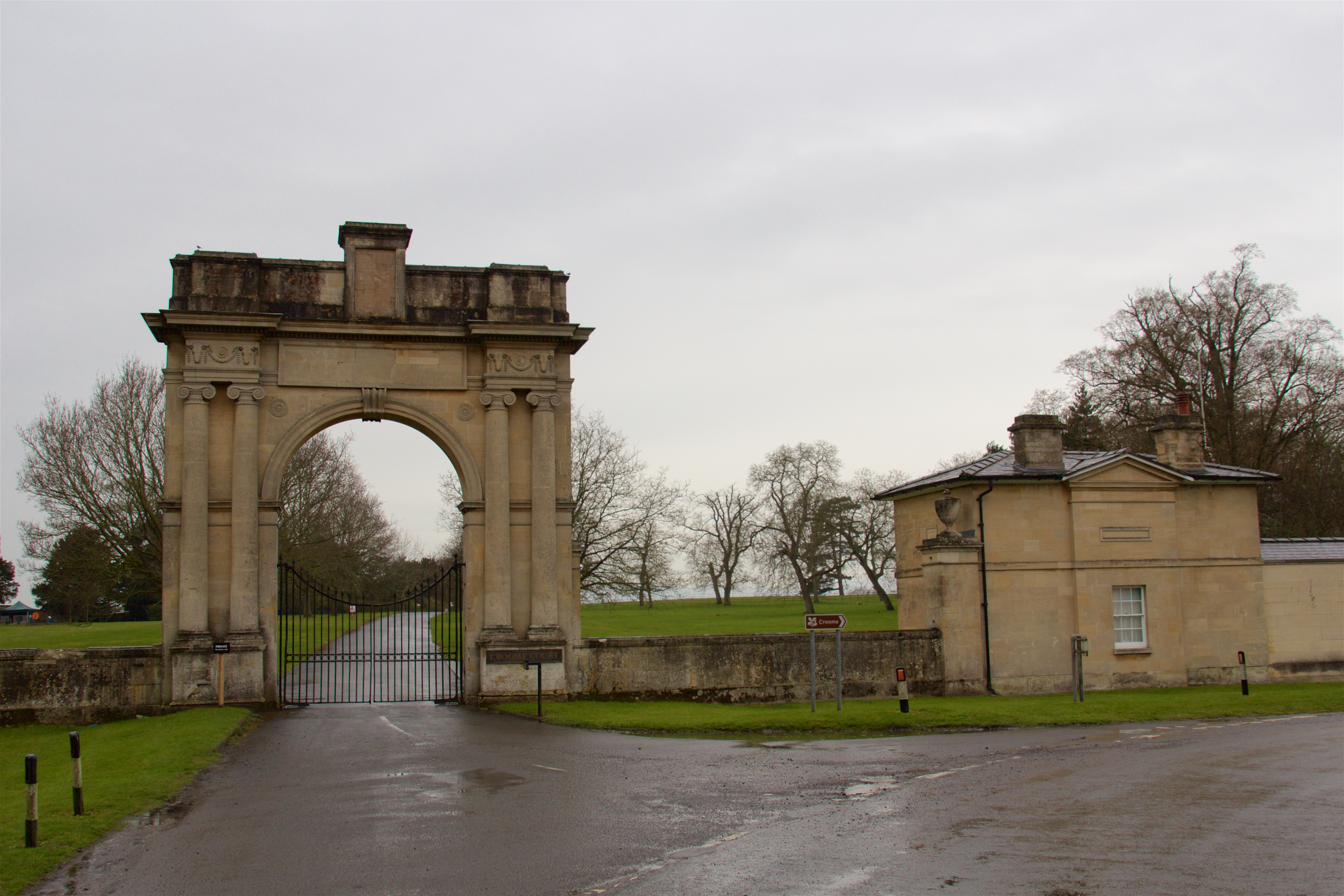
Der London Arch 2016

Der London Arch ist der Haupteingang in den Park. Er wurde von Robert Adam in den 1770er Jahren entworfen. Er erhielt seinen Namen von den Wagen der Gäste aus London, die unter ihm hindurchfuhren. Er hatte einst Geländer auf beiden Seiten, die aber vermutlich im Zweiten Weltkrieg entfernt wurden. Die Restaurierung begann 2013 mit der Reparatur eines Wasserschadens am zentralen Mauerwerk. Sie soll bis 2018 dauern.

### Ha-Ha
Der Ha-Ha wurde vom National Trust mit Hilfe eines Zuschusses von Natural England restauriert.

### Eishaus

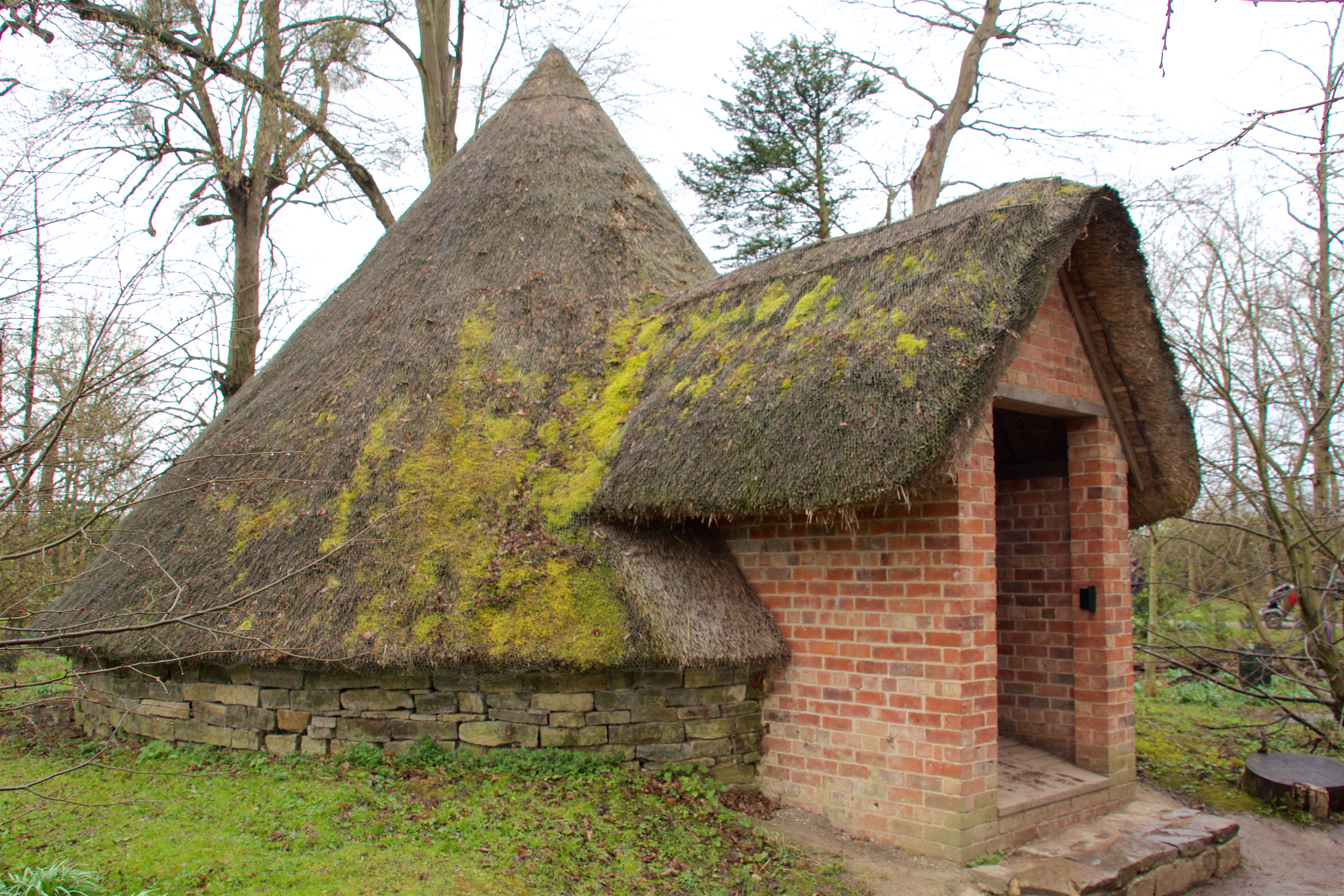
Das Eishaus 2016

Das Eishaus wurde von National Trust mit Hilfe eines Zuschusses von Natural England restauriert.

### Tempeltreibhaus
Das Tempeltreibhaus wurde von Robert Adam entworfen. Seit 2016 dient es als Teehaus.
Dieses historische Bauwerk I. Grades wurde 1763 fertiggestellt. Es war mit großen Schiebefenstern verkleidet; heute sieht man nur noch die Schienen, in denen sie einst liefen. Dort war des Earls Sammlung exotischer Pflanzen untergebracht. Es wurde im Winter durch ein Feuer in einer Ziegelhütte hinten am Haus beheizt. Die heiße Luft wurde über Kanäle unter den Boden des Treibhauses geleitet und strömte aus Schlitzen im Boden.

### Rund um den See

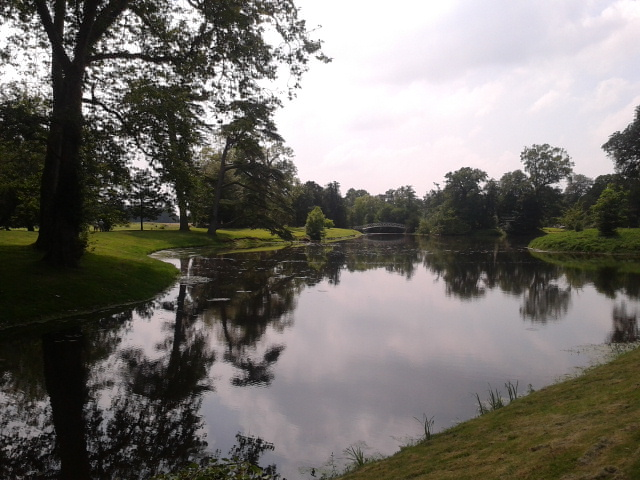
See von Croome Court 2012, mit Brücke und Inseln

Die Grotte und verschiedene andere Einrichtungen wurden von „Capability“ Brown entworfen.
50.000 m³ Schlick und Bewuchs wurden entfernt, als der künstliche See restauriert wurde. In der Nähe liegen die Punch Bowl Gates, die von Wyatt in den Jahren 1793 und 1794 entworfen wurden. Auf einer der Inseln im See steht ein 1776–1777 gebauter Tempelpavillon.

### Tempelpavilion
Historisches Bauwerk I. Grades.

### London Lodge
Historisches Bauwerk I. Grades.

### Worcester Lodge
Die Worcester Lodge wurde um 1800 entworfen, vermutlich von Wyatt. Seit 11. August 1952 gilt sie als historisches Bauwerk I. Grades.
Sie wurde 1801 errichtet und 1879 neu errichtet. Sie lag an der Hauptstraße von Worcester nach Croome Court. Ein Fahrweg führte von der Lodge direkt zu den Punch Bowl Gates im Park und auf den Hof dahinter. Diesen Fahrweg gibt es nicht mehr, und die Lodge ist heute vom Rest des Parks durch die Autobahn M5 abgetrennt. Heute ist die Lodge ein Privathaus und nicht mehr Teil des Parks. Weiter die Straße hinunter befindet sich auf derselben Seite der M5 das Haus des Halters der Menagerie.

### Panorama Tower

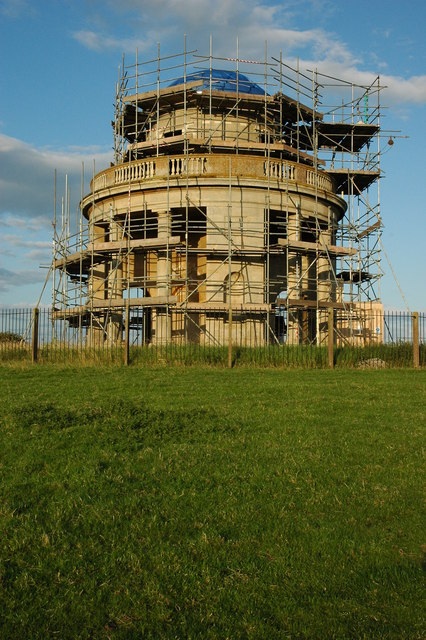
Panorama Tower in Restaurierung 2009

Der Panorama Tower ist ein runder Tempel und wurde von James Wyatt 1801 nach Ideen von Robert Adams entworfen. Das Gebäude wurde nicht vor dem Tod des 6. Earls fertiggestellt, vermutlich erst 1812. Es steht in Cubsmoor, 2 km entfernt vom Landhaus. Es bietet einen Rundblick über den Park und die umgebende Landschaft und diente als Jagdschloss und Aussichtsplattform. Das als historisches Bauwerk I. Grades gelistete Gebäude befand sich 2009 in schlechtem Zustand. In diesem Jahr kaufte es der National Trust und ließ die Restaurierung mit einem Zuschuss von Natural England durchführen. Es ist von der Autobahn M5 aus deutlich sichtbar.
Der Panorama Tower liegt auf dem Knight's Hill am äußersten Rand des Parks. Das Gebäude war jahrzehntelang dem Verfall preisgegeben. Es ist ein zweistöckiges, kreisrundes Gebäude mit einem zentralen Treppenhaus, das auf eine Aussichtsplattform unter einem Kuppeldach führt. Von dort aus kann man über ganz Worcestershire bis zu den Malvern Hills sehen. Der Turm ist heute getrennt vom Rest des Parks und dem Landhaus, ebenso wie die Worcester Lodge.

### Pirton Tower

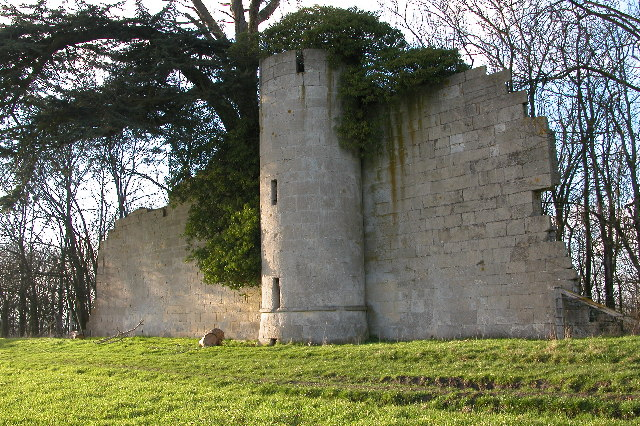
Pirton Tower

Der Pirton Tower ist eine Folly und Belvedere, die von James Wyatt entworfen und 1797 von William Stephens als efeuüberwucherte gotische Pseudoruine gebaut wurde. Er taucht in einem Aquarell mit der Signatur von James Wyatt aus dem Jahr 1801 auf.
Seit 14. Juni 1985 ist der Pirton Tower als historisches Bauwerk II. Grades gelistet. Der National Trust kaufte ihn 2009 und ließ ihn mit einem Zuschuss von Natural England restaurieren. Er wurde von Midland Conservation restauriert, die die Struktur stabilisierten, die zerstörerische Vegetation entfernten und das Mauerwerk reparierten. In diesem Zuge wurden auch die Mörtelbänder wieder instand gesetzt und das obere Stockwerk neu gebaut. Die Restaurierung wurde im August 2009 abgeschlossen.
Der Pirton Tower steht auf der Rabbit Bank, einer deutlich sichtbaren Hügelkette in der Landschaft um das Dorf Pirton nördlich von Park und Landhaus. Das Gebäude wurde in einer Reihe von Libanon-Zedern errichtet, von denen heute noch viele auf der Hügelkette stehen. Den Pirton Tower kann man gut sehen, wenn man die Autobahn M5 in nördlicher Richtung befährt.

### Dunstall Castle

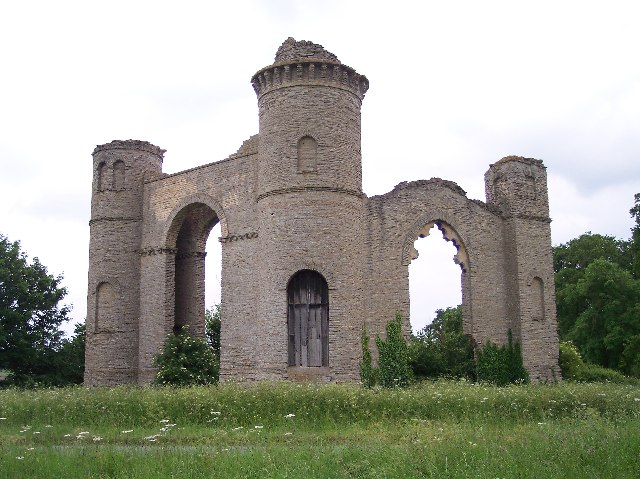
Dunstall Castle

Dunstall Castle wurde in den Jahren 1766–1767 erbaut und ähnelt einer Burgruine. Es wurde entweder von Sanderson Miller oder von Robert Adam als Folly entworfen und steht auf dem Dunstall Common in Earls Croome. 2009 war das Mauerwerk in schlechtem Zustand. Es handelt sich um ein historisches Bauwerk II. Grades. Es wurde 2009 vom National Trust gekauft, und die umfangreiche Restaurierung wurde von Natural England bezuschusst.
Dunstall Castle ist vom Park abgeschnitten, weil es hinter Bäumen im Park verborgen ist. Steine vom oberen Ende der drei Türme sind heruntergefallen, sodass dem mittleren Turm jetzt etwa 1 Meter seiner ursprünglichen Höhe fehlt. Der rechte Bogen hatte auch eine Mauer am unteren Ende, die verschwunden ist. Dies sieht man, wenn man den heutigen Zustand mit Bildern des originalen Dunstall Castle vergleicht, aber die Restaurierung läuft gerade.

## RAF Defford
Im Zweiten Weltkrieg war ein Teil von Croome Court mit der streng geheimen RAF-Basis RAF Defford belegt.

## Croome-Sammlung
Die Croome-Sammlung ist ein Archiv, das Aufzeichnungen von Plänen, Ereignissen, Korrespondenz und Pachtverträgen mit Verbindung zur Familie Coventry enthält. Sie enthält Aufzeichnungen über den Bau von Croome Court, auch seine Dekoration und Ausstattung, und die Anlage und Entwicklung des umgebenden Parklandes. 2005 akzeptierte das Vereinigte Königreich die Sammlung als Ausgleich für die fällige Erbschaftssteuer und 2006 wurden die Archive des Anwesens bis 1921 zurück in das Worcester Record Office verbracht. Spätere Aufzeichnungen verblieben in den Büros des Anwesens von Croome Court.